# Козин, Владимир Петрович
Владимир Петрович Козин (род. 26 февраля 1953, Львов) — российский художник. Работает в жанрах пресс-арт, объект, инсталляция, перформанс, фото, видео, авторская книга.

## Биография
Родился в 1953 г. во Львове. В 1980 году окончил отделение архитектурно-декоративной пластики ЛВХПУ им. В. И. Мухиной.
С 1996 — участник художественного объединения Товарищество «Новые тупые».
В 2000 году Владимир Козин совместно с Вадимом Флягиным основал галерею «Паразит». Также Козин придумал передвижной музей «Мышеловка современного искусства» и самую маленькую в Петербурге галерею «10 х 15».

## Персональные выставки
- 2008 — «Резинки». Галерея Анны Франц, Санкт-Петербург[3][4][5].
- 2008 — «Ще не вмерла Украіна». Галерея 10х15, Санкт-Петербург[1].
- 2007 — «Частная практика». Галерея Палкин, Санкт-Петербург.
- 2006 — «Советский век». Реконструкция. Галерея Квадрат, Санкт-Петербург.
- 2005 — «Новый Эрмитаж». Галерея Белка и Стрелка, Санкт-Петербург[6].
- 2005 — «Частная практика домашнего музеефицирования». Галерея Борей, Санкт-Петербург.
- 2004 — «То да сё». Тосненский историко-краеведческий музей, Ленинградская область.
- 2001 — «Музей В. П. Козина (отдел фотографии)». Галерея фото IMAGE, Санкт-Петербург.
- 2000 — «NIHIL». Галерея Navicula Artis, Санкт-Петербург.

## Признание
- 2020 — премия «Инновация» в номинации «Художник года» (ретроспективная выставка «Почувствуй себя птицей», Музей современного искусства PERMM)[7]